# 공정으로서의 정의: 재서술
《공정으로서의 정의: 재서술》(Justice as Fairness: A Restatement)은 철학자 존 롤스가 그의 1971년 고전 정의론 (1971)의 재서술로 출판한 정치철학 책이다. 이 주제에 대한 롤즈의 1971년 책에 대해 쓰여진 상당한 수의 비평과 에세이에 대한 응답으로 재작성되었다. 출시된 책은 롤스가 말년에 건강이 쇠퇴하는 동안 Erin Kelly가 편집했다.
롤즈의 정치 철학의 주요 주장에 대한 이 짧은 요약은 에린 켈리(Erin Kelly)가 편집했다. 출판되기 전에 많은 버전이 활자 형태로 배포되었으며, 대부분의 자료는 롤스가 하버드 대학에서 자신의 작업을 다루는 과정을 가르쳤을 때 강의에서 전달했다. 비슷한 제목의 이전 글이 1985년에 작성되었다.

## 같이 보기
- 미국 철학